# گام به گام با امام
گام به گام با امام: مجموعه گفتارها و مصاحبه‌ها و مقالات سید موسی صدر کتابی به اهتمام یعقوب ضاهر است که ترجمهٔ فارسی آن در سال ۱۳۹۶ منتشر و در مراسم کتاب سال جمهوری اسلامی ایران به‌عنوان کتاب برگزیده معرفی شد.